# Molophilus (Molophilus) stroblianus stroblianus
Molophilus (Molophilus) stroblianus stroblianus is een ondersoort van de tweevleugelige Molophilus (Molophilus) stroblianus uit de familie steltmuggen (Limoniidae). De ondersoort komt voor in het Palearctisch gebied.